# 夏色の「永遠」
「夏色の「永遠」」（なついろのえいえん）は、瀬戸朝香の1枚目のシングルである。1995年7月21日発売。
- 満を持してのデビューシングル。
- 自身が主演していた日本テレビ系ドラマ『終らない夏』のエンディングテーマに起用され、累計でも18.5万枚を売り上げるスマッシュヒットとなった。

## 収録曲
1. 夏色の「永遠」
  - 作詞・作曲：西脇唯／編曲：新川博
2. ポエム朗読
  - 作詞：及川眠子
3. いつか出逢う、きっと出逢う
  - 作詞：及川眠子／作曲：山口美央子／編曲：鈴木雅也
4. 夏色の「永遠」(オリジナル・カラオケ)